# Época jacobina

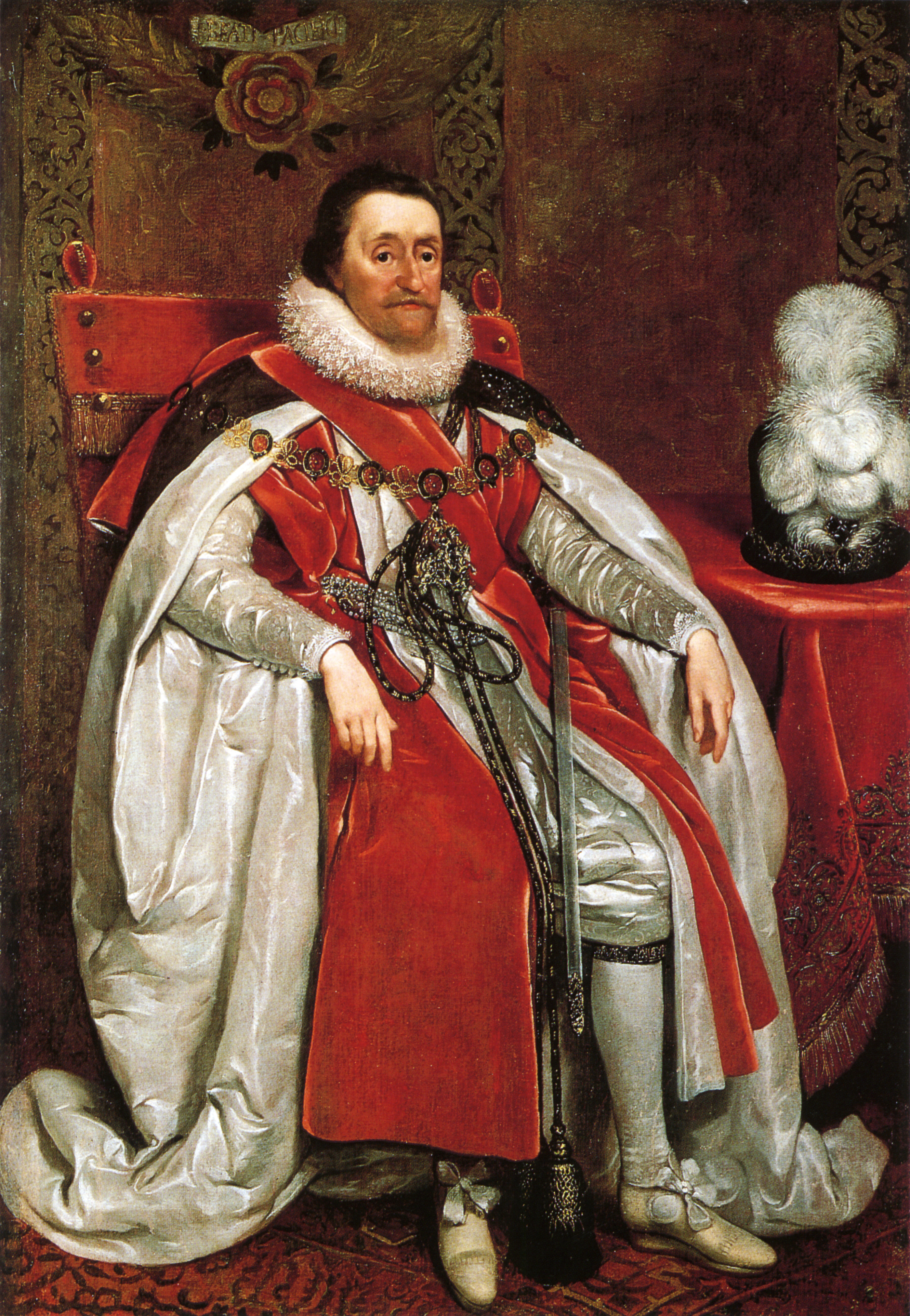
Jacobo I de Inglaterra y VI de Escocia, retrato de Daniël Mijtens

La época jacobina es el periodo de la historia inglesa y escocesa que coincide con el reinado de Jacobo VI de Escocia (1567–1625), que también heredó la corona de Inglaterra con el nombre de Jacobo I. La época jacobina sucede a la isabelina, y se aplica a menudo a los estilos específicos de la arquitectura, la literatura y las artes visuales y decorativas que caracterizan ese periodo.

## Ascensión de Jacobo I al trono de Inglaterra
La unificación en la práctica, aunque no oficial, de Inglaterra y Escocia bajo el mismo gobernante fue un giro importante en la organización de ambas naciones que ha determinado su existencia hasta la época presente. Otro acontecimiento esencial fue la fundación de las primeras colonias británicas en el continente norteamericano: Jamestown (Virginia) en 1607, Terranova en 1610 y Plymouth (Massachusetts) en 1620, que pusieron los cimientos de futuros asentamientos británicos y la eventual formación de Canadá y los Estados Unidos de América. En 1609, el Parlamento de Escocia comenzó la colonización del Úlster.
El hecho más notorio del reinado de Jacobo sucedió el 5 de noviembre de 1605, cuando un grupo de católicos ingleses (entre ellos el conocido Guy Fawkes) intentó volar el Parlamento en el palacio de Westminster. La llamada conspiración de la pólvora fue descubierta a tiempo y los conjurados fueron condenados a ser ahorcados, arrastrados y descuartizados.
Los historiadores siguen debatiendo las características de la forma de reinar de Jacobo. Croft dice:
El pragmatismo del «poco a poco» iba a caracterizar su estilo de gobierno. Al mismo tiempo, la curiosa combinación de habilidad y complacencia, ociosidad y claridad de juicio, cálidas emociones y falta de discreción tan bien descritas por Fontenay fueron típicas de Jacobo a lo largo de toda su vida.

### Finanzas reales
La evolución y los eventos políticos de la época jacobina no pueden entenderse fuera del contexto de la situación económica y financiera. Jacobo estaba fuertemente endeudado en Escocia, y después de 1630 heredó de Isabel I una deuda inglesa de 350 000 libras esterlinas. En 1608, la deuda inglesa se había elevado hasta 1 400 000 £, y se incrementaba en 140 000 £ cada año. Gracias a un programa intensivo de ventas de heredades reales, en 1610 el lord tesorero Robert Cecil había reducido la deuda a 300 000 £ y el déficit anual a 46 000 £, pero no pudo seguir con el mismo método durante mucho tiempo más. El resultado fue una serie de negociaciones tensas y a menudo fallidas con el Parlamento para obtener apoyo financiero, una situación que se deterioró a lo largo de los reinados de Jacobo y su hijo y heredero, Carlos I, hasta la Revolución inglesa.
La época jacobina acabó con una severa depresión económica en 1620-1626, complicada en 1625 por un serio brote de peste bubónica en Londres.

### Política exterior
El rey Jacobo I estaba sinceramente dedicado a la paz, no solo para sus tres reinos, sino para el conjunto de Europa. Se denominaba a sí mismo Rex Pacificus («rey de la paz»). No le gustaban ni los puritanos ni los jesuitas por sus ansias de guerra. Europa estaba muy polarizada, al borde de la Guerra de los Treinta Años (1618-1648), en la que los pequeños países protestantes sufrieron la agresión de los grandes imperios católicos. Al ocupar el trono, Jacobo firmó un acuerdo de paz con la España católica e intentó casar a su heredero con la infanta española María Ana, aunque esta boda no llegó a celebrarse. El 14 de febrero de 1613, su hija Isabel se casó con Federico V del Palatinado, que llegaría a ser rey de Bohemia, un enlace que tuvo importantes implicaciones políticas y militares. Los príncipes alemanes estaban formando la Unión de Príncipes Protestantes Alemanes, con sede en Heidelberg, capital del Palatinado. El rey Jacobo supuso que el matrimonio de su hija le otorgaría presencia diplomática entre los protestantes. De esta forma tendría un pie en cada campo y podría negociar compromisos de paz. En realidad, ambas partes lo utilizaron para su objetivo de aniquilar a la parte contraria. Los católicos españoles y el emperador Fernando II de Habsburgo, líder de los Habsburgo que controlaban el Sacro Imperio Romano Germánico, estaban muy influenciados por la contrarreforma, y tenían el objetivo de expulsar el protestantismo de sus dominios. El duque de Buckingham, que cada día acumulaba más poder en Gran Bretaña, deseaba una alianza con España, y por eso acompañó al príncipe de Gales a convencer a la infanta española. Pero para acordar el matrimonio, España exigió que Carlos renunciara a su intolerancia hacia los católicos. Carlos y Buckingham se sintieron humillados, y el duque se convirtió en el líder de las numerosas voces británicas que exigían una guerra contra España.
Mientras tanto, los príncipes protestantes habían puesto sus ojos en Gran Bretaña, que era el país más poderoso de todos los protestantes, y querían que apoyara militarmente su causa. Isabel y Federico se convirtieron en reyes de Bohemia, lo que enfureció a Austria: comenzó la Guerra de los Treinta Años, el emperador Habsburgo derrocó a los reyes de Bohemia y masacró a sus seguidores. Baviera, estado católico, invadió el Palatinado, y el yerno de Jacobo pidió su intervención militar. Jacobo se convenció por fin de que sus políticas se le habían vuelto en contra, por lo que rechazó sus súplicas y así consiguió mantener a Gran Bretaña fuera de la guerra que devastó Europa durante tres décadas. El plan alternativo de Jacobo era casar a su hijo Carlos con una princesa francesa católica, que aportaría una jugosa dote. El Parlamento y el pueblo británico se oponían con firmeza a un matrimonio católico, exigían la guerra inmediata con España y el apoyo a la causa protestante europea. Jacobo se había alejado de la opinión de la élite y el pueblo británicos, y el Parlamento le retiró la financiación. Hoy, los historiadores elogian a Jacobo por retirar a Gran Bretaña de una gran guerra en el último momento y mantener el país en paz.
La elección de Federico e Isabel como reyes de Bohemia en 1619 y el conflicto que provocó marcaron el comienzo de la desastrosa Guerra de los Treinta Años. En retrospectiva, la determinación del rey Jacobo de evitar la implicación de Gran Bretaña en el conflicto del continente, incluso durante la «fiebre guerrera» de 1623, se considera uno de los aspectos más significativos y positivos de su reinado.

## Cultura

### Literatura
Algunas de las obras más prominentes de Shakespeare ─entre ellos El rey Lear (1605), Macbeth (1606) y La tempestad (1610)─ se escribieron durante el reinado de Jacobo I. El mecenazgo no fue exclusivo del rey, también la reina Ana de Dinamarca fue una gran mecenas. En este periodo también vieron la luz grandes obras de John Webster, Thomas Middleton, John Ford y Ben Jonson, autor con los «poetas caballeros»  y John Donne de parte de la mejor poesía de la época. La prosa más representativa son las obras de Francis Bacon y la Biblia del rey Jacobo.
En 1617, George Chapman completó su monumental traducción al inglés de la Ilíada y la Odisea al inglés, la primera completa de estos poemas, ambos del canon occidental. Hasta entonces, los lectores angloparlantes solo habían podido leer el popular relato de la guerra de Troya cuando aparecía indirectamente en relatos épicos medievales.
Jonson fue también un innovador importante del subgénero literario de la mascarada, que pasó por un fuerte desarrollo en esa época. Íñigo Jones y él fueron los principales creadores de ese arte híbrido. No obstante, el alto coste de estos espectáculos alejó a los Estuardo de la relativa frugalidad del reinado de Isabel y provocó el rechazo de las clases medias y los puritanos ante la perspectiva de semejante derroche.

### Ciencia
Francis Bacon tuvo una fuerte influencia en la evolución de la ciencia moderna, que estaba entrando en una fase esencial en esta época, en la que el trabajo de Johannes Kepler en Alemania y Galileo Galilei en Italia llevaban las teorías de Copérnico a un nuevo nivel de desarrollo. Bacon puso los cimientos y fue un persuasivo defensor del estudio objetivo del mundo natural, en sustitución del autoritarismo escolástico medieval que seguía influenciando la cultura de la sociedad británica. En un ámbito más práctico, hubo grandes avances en las áreas de la navegación, la cartografía y la topografía, y se continuó la labor de William Gilbert sobre el magnetismo del anterio reinado. La erudición y las ciencias ─o «filosofía natural»─ contó con importantes protectores en esta era: no solo el rey, también su hijo Enrique, príncipe de Gales, e incluso su esposa, Ana de Dinamarca, originaria de una corte con gran tradición de mecenazgo de temas intelectuales.

### Artes y arquitectura
En la era jacobina, las artes plásticas estaban dominadas por el talento extranjero, al igual que lo había sido en los periodos Tudor y Estuardo. Daniël Mijtens fue el principal retratista del reinado de Jacobo, como lo sería Anton van Dyck en el de su hijo. En la era jacobina continuó el lento desarrollo de una escuela nativa de pintura que había progresado en el reinado anterior, siguió con Jacobo, produciendo figuras como Robert Peake el Viejo (-1619), William Larkin y Nathaniel Bacon (1585–1627). Algunos autores incluyen en esta tendencia a Cornelis Janssens van Ceulen (1593–1661), nacido y educado en Londres, y activo durante los dos primeros reinados Estuardo.
Las artes decorativas ─como por ejemplo, el mobiliario─ ganaron en colorido, detalle y diseño. Se disponía de materiales llegados de otras partes del mundo, como el nácar, gracias al comercio internacional. Incluso los materiales más familiares, como la madera y la plata, se trabajaban con diseños más intrincados y labrados.
La arquitectura fue una continuación del estilo Isabelino con un énfasis creciente en elementos clásicos como columnas, y recibió influencias de Francia, Flandes e Italia El arquitecto más reputado del periodo es probablemente Íñigo Jones, por sus contribuciones al estilo clásico de construcción de los edificios públicos, como el Banqueting House del palacio de Whitehall. Otra obra importante es la catedral de San Pablo de Londres, de sir Christopher Wren. Véase también arquitectura jacobina.

## Cultura popular
En lo que respecta a las costumbres, modales y vida diaria, la época jacobita tuvo un tono inequívocamente religioso. Se popularizó el tabaco de Virginia, y aunque Jacobo I promulgó su tratado A Counterblaste to Tobacco en 1640, el libro no tuvo efecto en el número de fumadores: en 1612, en Londres había 7000 tabaquerías y fumaderos. La colonia de Virginia sobrevivió gracias a que los ingleses se hicieron adictos a la nicotina.